# فوتبال در آنگولا
پرطرفدارترین ورزش در آنگولا فوتبال و پس از آن بسکتبال است. تیم ملی فوتبال آنگولا به جام جهانی ۲۰۰۶ در آلمان راه یافت و بسیاری بازیکنان فوتبال آنگولا در سطح بین‌المللی بازی می‌کنند؛ به ویژه در پرتغال و فرانسه. برترین لیگ ملی مردان در این کشور گیرابولا است.